# Jeremy Howard
Jeremy Patrick Howard est un acteur américain né le 12 juin 1981 à Burbank, Californie (États-Unis).

## Filmographie
- 1992 : Crash Landing: The Rescue of Flight 232 (TV) : Tony Feeney
- 1995 : The Cure : Tyler's Buddy #2
- 1995 : ...And the Earth Did Not Swallow Him : Bucktooth Kid
- 1999 : Galaxy Quest : Kyle
- 2000 : Le Grinch (How the Grinch Stole Christmas) : Drew Lou Who
- 2002 : Men in Black 2 : Bird Guy Alien / Postal Sorting Alien
- 2002 : Arrête-moi si tu peux (Catch Me If You Can) de Steven Spielberg : Teen Waiter
- 2003 : Le Manoir hanté et les 999 Fantômes (The Haunted Mansion) : Hitchhiking Ghost
- 2004 : Soccer Dog 2 : Championnat d'Europe : Dickie
- 2005 : Fielder's Choice (TV) : Cashier
- 2005 : Earl (My name is Earl) - Saison 1, épisode 12 : Jeff Muskin
- 2007 : Miss Campus (Sydney White and the Seven Dorks) : Terrence
- 2008 : Derrière les apparences (Black Widow) (TV) : Henry
- 2009 : Monk (TV) : un extraterrestre vert, saison 8 épisode 3
- 2011 : Breaking Bad : un drogué
- 2012 : Une star pour Noël (A star for Christmas) (TV) : Zack
- 2014-présent : Mighty Med, super urgences : Phillip
- 2014 : Ninja Turtles de Jonathan Liebesman : Donatello
- 2016 : Ninja Turtles 2 de Jonathan Liebesman : Donatello
- 2019 : Malibu Rescue de Savage Steve Holland : Vooch